# کارآگاه گجت ۲
کارآگاه گجت ۲ (انگلیسی: Inspector Gadget 2) فیلمی در ژانر کمدی است که در سال ۲۰۰۳ منتشر شد. از بازیگران آن می‌توان به فرنچ استوارت، الین هندریکس، کیتلین واکس، بروس اسپنس، و برایان مک‌درموت اشاره کرد.